# Megadictyna thilenii
Megadictyna thilenii is een spinnensoort in de taxonomische indeling van de Nicodamidae.
Het dier behoort tot het geslacht Megadictyna. De wetenschappelijke naam van de soort werd voor het eerst geldig gepubliceerd in 1906 door F. Dahl.